# 卒業三部曲
《卒業三部曲》是由日本美少女遊戲《卒業 ～Graduation～》（卒業 〜Graduation〜）改編的三部OVA的總稱，標題分別是《卒業》（卒業 〜Graduation〜）、《卒業之聖羅V》（聖羅VICTORY）、《結婚》（結婚 〜Marriage〜）。《卒業》描述五位女主角即將畢業的心情，《卒業之聖羅V》描述五位女主角操縱巨大機器人保護地球，《結婚》描述已經出社會的五位女主角以結婚為前提的戀愛。
《卒業三部曲》臺灣地面電視公開播映權由中國電視公司率先買下，臺灣有線電視公開播映權由東森電視率先買下。1997年2月7日至1997年2月9日，東視育樂台於每日21:00－22:00以《卒業三部曲》為名首播國語配音版，作為該年春節特別節目。1998年7月5日至1998年8月9日，中視頻道於每週日15:00－15:30以《卒業》為名首播雙語版（主聲道為國語配音，副聲道為日語配音）。中都卡通台以《卒業三部曲》為名播出國語配音版。香港粵語配音版VCD由博意影碟發行。
1998年4月，中國時報系時報廣場大樓與中都卡通台共同主辦「卡通映畫祭」，於每星期三各播放1部熱門日本動畫（動畫電影或OVA），開放免費索票，4月1日19時整播放的是《秀逗魔導士》，4月8日15時整播放的是《叮噹小恐龍》，4月8日19時整播放的是《鋼鐵神兵》，4月15、22、29日19時整播放的是《卒業三部曲》，每場均憑票入場。

## 共通登場人物
配音員部分，日本版配音員主要以PC-98版本/其他機種與動畫排序，粵語配音員為博意版配音員。中視版、東森版、中都版配音員待查。
- 高城麗子

配音：大野由佳/冬馬由美（日本）
粵語配音：曾月娥
清華女子高中學生，大資本家的千金小姐。對自己的美貌與才能有著充足的自信，有時會因為堆積如山的禮儀而讓自己變得很難去冷靜地思考。
- 新井聖美

配音：林理惠/鶴弘美（日本）
粵語配音：黃玉娟
清華女子高中學生。為一名不良少女，由於只顧著長期在外頭流連忘返而荒廢課業，對於學校考試與課業的成績低落上感到棘手。家中開機車行，故有了喜歡騎機車狂奔的興趣。
- 志村麻美（博意版改為志村真美）

配音：鐵炮塚葉子/金丸日向子（日本）
粵語配音：譚淑嫻（真美）
清華女子高中學生，父母為時裝設計師。由於長期嬌生慣養，個性與小孩子差不多。
- 加藤美夏

配音：關根明子/嶋方淳子（日本）
粵語配音：曾秀清
清華女子高中學生，在班上擔任班長。為了要讓主角服從命令，一直做出極端的行為，有時也因此受傷。家裡開蕎麥麵店。
- 中本靜

配音：久川綾（日本）
粵語配音：林司聰
清華女子高中學生，全班運動和學業成績優秀的眼鏡娘，然而身體長期虛弱的體質是一大阻礙。